# 史崧壽
史崧壽（？—？），江蘇溧陽人，清朝官員。監生出身。

## 生平
史崧壽于乾隆四十四年（1779年）二月，接替成履泰，擔任臺灣府北路理番同知。乾隆四十六年（1781年）二月，史崧壽因縱容屬下貪污，遭革職查辦。